# روبرت ونايت (موسيقي)
روبرت ونايت (بالإنجليزية: Robert Knight)‏ هو موسيقي ومغني أمريكي، ولد في 24 أبريل 1945 في فرانكلين في الولايات المتحدة، وتوفي في 5 نوفمبر 2017 في تينيسي في الولايات المتحدة بسبب مرض.

## وصلات خارجية
- روبرت ونايت على موقع ميوزك برينز (الإنجليزية)
- روبرت ونايت على موقع أول ميوزيك (الإنجليزية)
- روبرت ونايت على موقع ديسكوغز (الإنجليزية)